# 기카와다 겐지
기카와다 겐지(일본어: 黄川田 賢司, 1974년 10월 28일~)는 일본의 축구 선수이다.

## 구단 경력
1997년 재팬 풋볼 리그의 콘사돌레 삿포로에 입단했다. 1997년 재팬 풋볼 리그 우승으로 J1리그로 승격했다. 2001년까지 92경기에 출전하여, 5득점을 넣었다. 2002년 가와사키 프론탈레로 이적했다. 2003년후 현역 은퇴.